# (5764) 1985 CS1
(5764) 1985 CS1 (1985 CS1, 1951 JW, 1989 PV1) — астероїд головного поясу, відкритий 10 лютого 1985 року.
Тіссеранів параметр щодо Юпітера — 3,573.